# Brenntenriegel

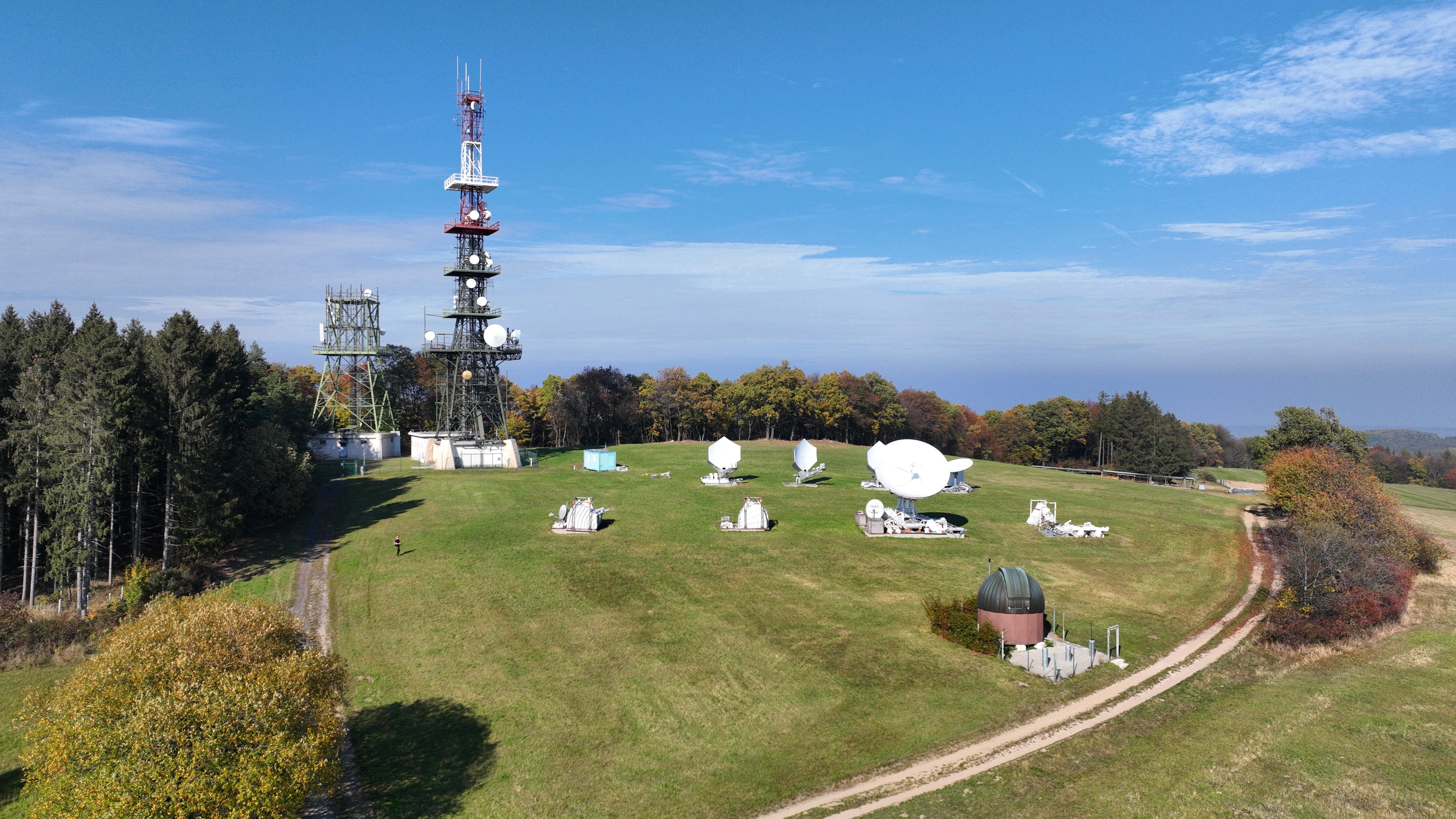
Toppområde av Brenntenriegel

Brenntenriegel (ungerska: Bren-tető) är ett berg i Österrike.   Det ligger i distriktet Mattersburg och förbundslandet Burgenland, i den östra delen av landet, 60 km söder om huvudstaden Wien. Toppen på Brenntenriegel är 606 meter över havet, eller 109 meter över den omgivande terrängen. Bredden vid basen är 2,0 km.
Terrängen runt Brenntenriegel är huvudsakligen lite kuperad. Närmaste större samhälle är Wiener Neustadt, 18,8 km nordväst om Brenntenriegel. 
I omgivningarna runt Brenntenriegel växer i huvudsak blandskog. Runt Brenntenriegel är det ganska tätbefolkat, med 100 invånare per kvadratkilometer.